# Deutscher Turner-Bund

Einfaches Logo des DTB (Turnerkreuz)

Der Deutsche Turner-Bund e. V. (DTB) ist der Dachverband der Turnverbände und -vereine.

## Geschichte

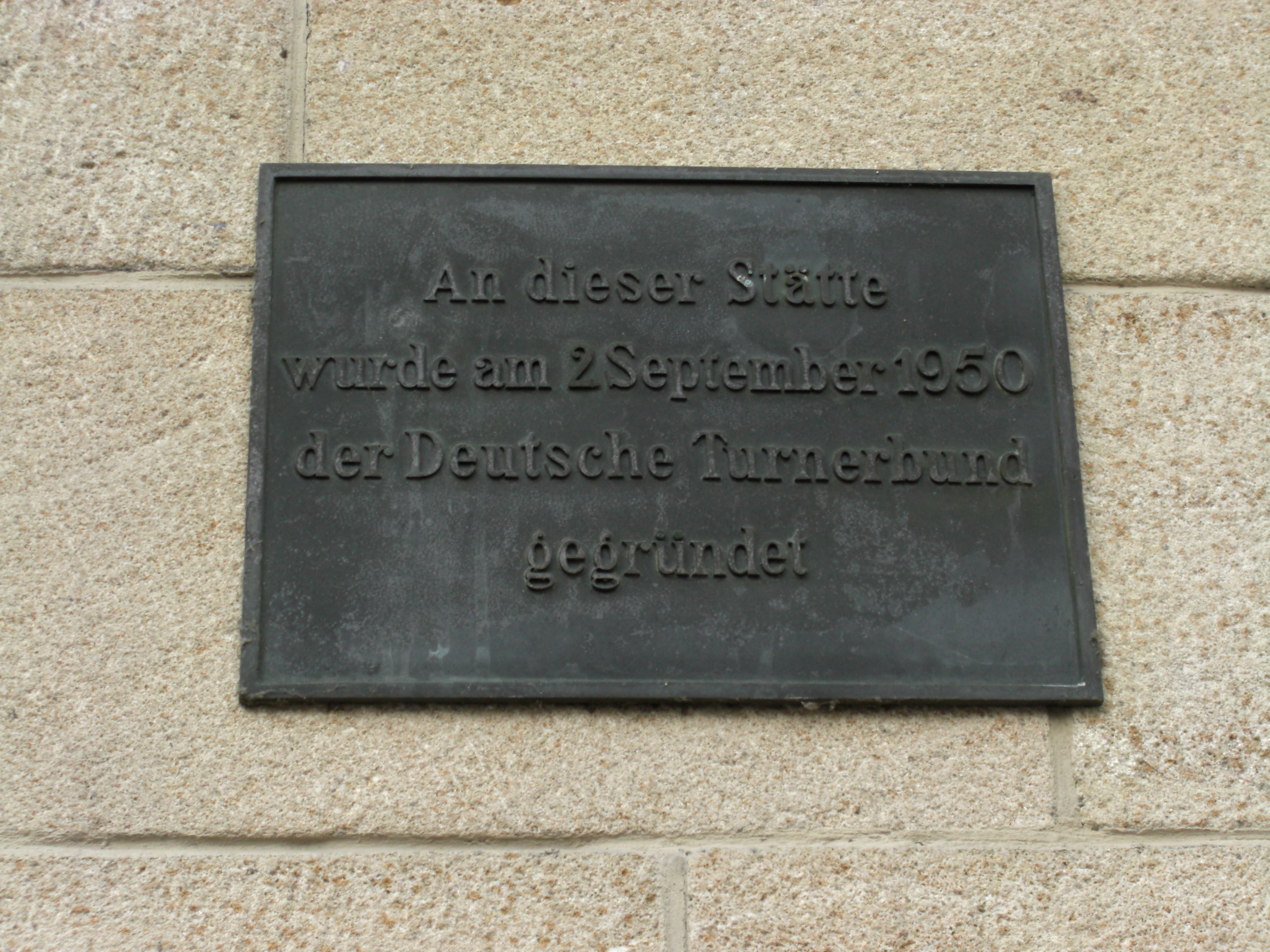
Gedenktafel zur Neugründung 1950 am Tübinger Rathaus

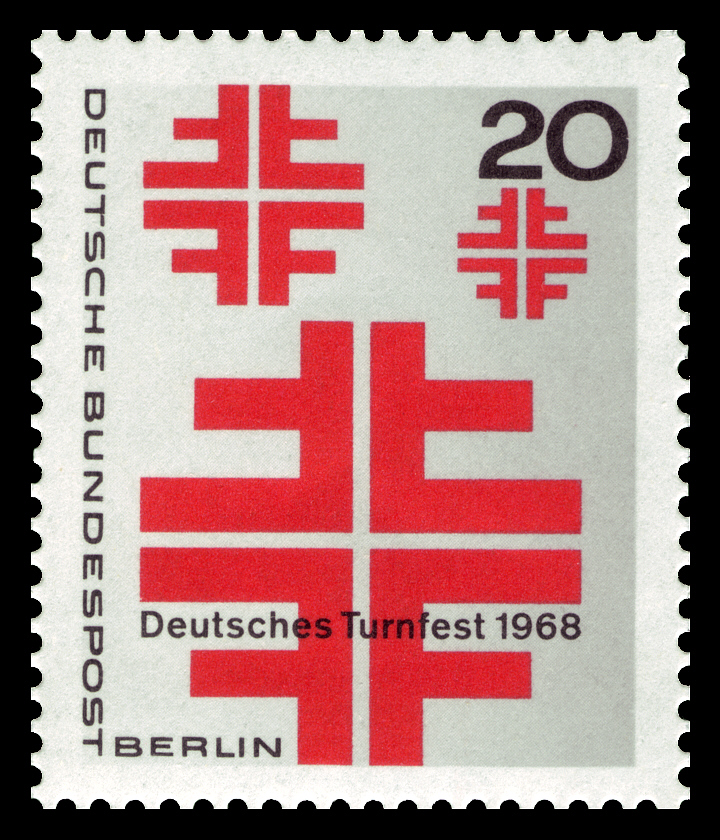
Das Emblem des DTB auf einer Briefmarke von 1968 zum Deutschen Turnfest in Berlin

Der DTB wurde 1848 auf dem 1. Deutschen Turntag in Hanau gegründet. Ein erstes Deutsches Turnfest wurde 1860 in Coburg ausgetragen. 1868 ging der DTB in der Deutschen Turnerschaft (DT) auf. Parallel zur DT wurde 1893 der sozialdemokratisch orientierte Arbeiterturnerbund (ATB) gegründet, der sich seit 1919 Arbeiter-Turn- und Sportbund (ATSB) nannte und im Jahr 1933 von den Nationalsozialisten verboten wurde. Im gleichen Jahr versuchte die DT sich als weitere Säule in die NSDAP neben der SA einzuführen, dies scheiterte jedoch, da die Dominanz eines damals leistungssportfeindlichen Verbandes den Anspruch der NSDAP nach Dominanz der besten Männer durch Sport behindert hätte. 1935 erfolgte die Selbstauflösung der DT im Zuge der Gleichschaltung in der Zeit des Nationalsozialismus. Nach dem Zweiten Weltkrieg wurde während der ersten inoffiziellen deutschen Meisterschaft im Kunstturnen in Northeim am 13. September 1947 der Deutsche Arbeitsausschuss Turnen (DAT) gegründet, der Wegbereiter des DTB, der 1950 in Tübingen erneut gegründet wurde. Dieser wies 1952 bereits 900.000 Mitglieder in über 6.100 Vereinen auf. 1953 gab es das erste Deutsche Turnfest der Bundesrepublik, der Austragungsort war Hamburg.
2005 fand in Berlin das erste Internationale Deutsche Turnfest (IDTF) statt. Das nächste folgte 2009 in Frankfurt am Main und das dritte wurde im Mai 2013 in der Metropolregion Rhein-Neckar ausgetragen. Im Jahr 2017 wurde das Internationale Deutsche Turnfest wieder in Berlin unter dem Motto „Wie bunt ist das denn“ ausgetragen.

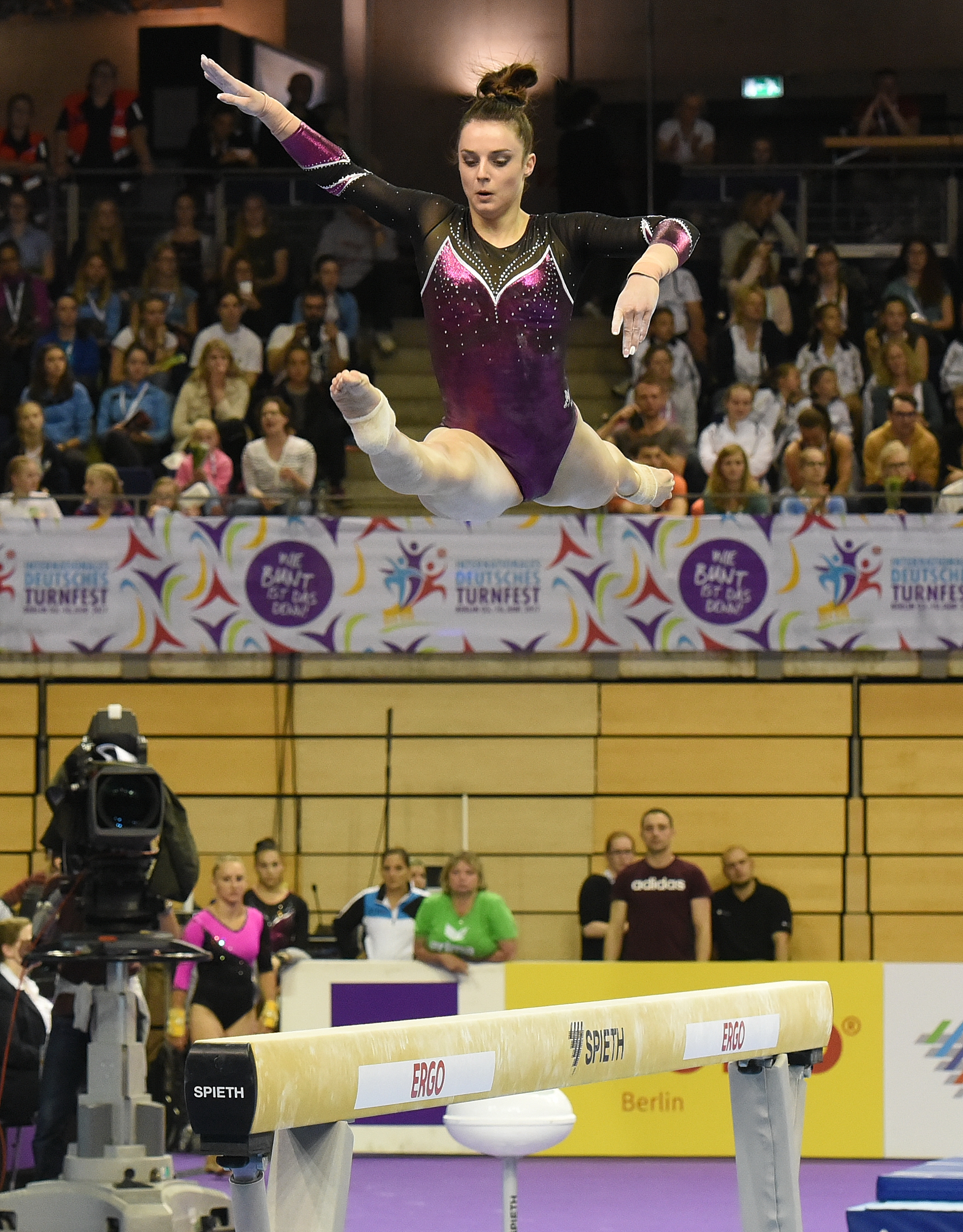
Pauline Schäfer am Schwebebalken. An diesem Gerät gewann sie 2017 die erste Goldmedaille bei Weltmeisterschaften für den Deutschen Turner-Bund.

Der DTB war bereits 2003 Ausrichter der Trampolin-WM in Hannover (16. bis 19. Oktober) und 2007 Ausrichter der EnBW Turn-WM Stuttgart (1. bis 9. September 2007). Im Jahr 2010 richtete der DTB die EM der Rhythmischen Sportgymnastik (15. bis 18. April) in Bremen aus und ein Jahr später die Turn-EM (4. bis 10. April) in Berlin. Die WM der Rhythmischen Sportgymnastik 2015 in Stuttgart war das nächste große Event, das der DTB ausrichtete.
Den ersten Weltmeistertitel für den Deutschen Turner-Bund konnte die deutsche Nationalmannschaft im Trampolinturnen bei der Weltmeisterschaft 1986 in Paris gewinnen und diesen Erfolg 2001 wiederholen. Den ersten Weltmeistertitel in der Einzelwertung konnte Pauline Schäfer bei den Weltmeisterschaften 2017 in Montréal verbuchen. Sie ist die zweite deutsche Turnerin nach Maxi Gnauck, der dieser Erfolg am Schwebebalken gelingt.

## Organisation
Der Deutsche Turner-Bund ist als eingetragener Verein (e. V.) organisiert. Ihm steht ein mehrköpfiges Präsidium vor, dessen Präsident seit 2016 Alfons Hölzl ist. Die Geschäftsstelle des DTB befindet sich in Frankfurt am Main.
Regional ist er in 22 Mitgliedsverbände gegliedert, davon 20 Landesturnverbände (in Nordrhein-Westfalen, Rheinland-Pfalz, Baden-Württemberg und Bayern gibt es jeweils mehr als einen Verband):
Badischer Turner-Bund, Bayerischer Turnverband, Berliner Turn- und Freizeitsport-Bund, Bremer Turnverband, Hessischer Turnverband, Landesturnverband Sachsen-Anhalt, Märkischer Turnerbund Brandenburg, Niedersächsischer Turner-Bund, Pfälzer Turnerbund, Rheinhessischer Turnerbund, Rheinischer Turnerbund, Saarländischer Turnerbund, Sächsischer Turn-Verband, Schleswig-Holsteinischer Turnverband, Schwäbischer Turnerbund, Thüringer Turnverband, Turnverband Mecklenburg-Vorpommern, Turnverband Mittelrhein, Verband für Turnen und Freizeit-Landesorganisation Hamburg, Westfälischer Turnerbund.
Überdies werden der Akademische Turnbund (ATB) und der Bayerische Turnspiel-Verband als Spezialmitglieder angesehen.
Regional erfolgt die Gliederung in Turngaue, Turnkreise und Turnbezirke.
National ist der Deutsche Turner-Bund als olympischer Spitzenverband Mitglied des Deutschen Olympischen Sportbunds (DOSB).
International ist der Deutsche Turner-Bund Mitglied in der Fédération Internationale de Gymnastique (FIG) sowie seit März 1982 Gründungsmitglied der Union Européenne de Gymnastique (UEG).

## Präsidenten seit 1950
- 1950–1956: Walter Kolb
- 1957–1964: Werner Bockelmann
- 1964–1970: Wilhelm Kregel
- 1970–1973: Kurt Scherzer
- 1973–1974: Erich Götze
- 1974–1986: Willi Greite
- 1986–1990: Walter Wallmann
- 1990–2000: Jürgen Dieckert
- 2000–2016: Rainer Brechtken
- seit 2016: Alfons Hölzl

## Leitbild
Im Jahr 2004 hat der Deutsche Turntag in Berlin ein Leitbild verabschiedet, das die Kernaufgaben des Verbandes skizziert:
- Stärkung der Grundsportarten Gerätturnen und Gymnastik
- Positionierung von Kinderturnen als Marke der Turnbewegung
- Sicherung bedarfsgerechter Angebote für Jugendliche im sportlichen und außersportlichen Bereich.
- Sicherung der Marktführerschaft im Fitness- und Gesundheitssport durch bedarfsgerechte Angebote für junge Erwachsene sowie für das mittlere Erwachsenenalter, insbesondere für Mädchen und Frauen
- Förderung des olympischen Spitzensports mit dem Ziel internationaler Erfolge
- Entwicklung zeitgemäßer Angebote in seinen Sportarten und Fachgebieten

Anhand dieser Aussagen wird versucht, die umfangreiche Verbandsarbeit zu operationalisieren und eine stärkere Fokussierung auf die Kernaufgaben zu erreichen. Ein Resultat dieser Operationalisierung sind die entstandenen Marken Kinderturnen, Gymwelt und Turnen!.

## DTB-Organisationen

### Verein Deutsche Turnfeste e. V.
Eine der Hauptaufgaben des Deutschen Turner-Bundes ist die Organisation der Turnfeste. Mit bis zu 100.000 Teilnehmern ist das Deutsche Turnfest, welches seit 2005 den Zusatz „International“ trägt, die größte Wettkampf- und Breitensportveranstaltung der Welt. Zu dessen Organisation gründete der Deutsche Turner-Bund den Verein Deutsche Turnfeste e. V., der diese Aufgabe übernimmt.
Das letzte Internationale Deutsche Turnfest war vom 3. bis 10. Juni 2017 in Berlin.
Das Internationale Deutsche Turnfest 2021 hätte in Leipzig stattgefunden, fiel aufgrund der Corona-Pandemie jedoch aus.

### Deutsche Turnerjugend
Die Deutsche Turnerjugend (DTJ) ist die Jugendorganisation des Deutschen Turner-Bundes und mit über 2 Millionen Mitgliedern eine der größten Kinder- und Jugendorganisationen Deutschlands.
Schwerpunkte in der Arbeit der Deutschen Turnerjugend sind:
- die inhaltlich-konzeptionelle Arbeit im Kinderturnen, Jugendturnen und in der Allgemeinen Jugendarbeit sowie die Vermittlung neuester Impulse im Freizeit- und Gesundheitssport durch zahlreiche Fortbildungsangebote für Multiplikatoren
- die jugendgemäße und trendorientierte Wettkampfgestaltung, z. B. im Showwettbewerb Tuju-Stars, Turnerjugend-Gruppen-Meisterschaft und -Wettkampf (TGM/TGW)
- die Teilnahme am Deutschen Turnfest, an der EUROGYM und der Weltgymnaestrada sowie die Veranstaltung von Turnerjugend-Gruppentreffen, Bundesjugendtreffen, Internationalen Jugendlagern und weiterer Freizeitmaßnahmen mit attraktiven Angeboten für Jugendliche und junge Erwachsene, die das Gruppenerlebnis und Gemeinschaftsgefühl betonen
- die Auseinandersetzung mit aktuellen sport-, jugend- und gesellschaftspolitischen Themen und die Interessenvertretung ihrer Kinder und Jugendlichen in den Gremien des Deutschen Turner-Bundes und in der Deutschen Sportjugend

## DTB Gesellschaften

### DTB Service GmbH
Neben der Vermarktung und dem Vertrieb aller DTB-Aktivitäten sowie Dienstleistungen betreuen die Mitarbeiter verschiedene Veranstaltungen des DTB wie beispielsweise Conventions & Kongresse als auch Meisterschaften. Außerdem fördern die Verantwortlichen den Markenaufbau innerhalb der DTB-Marken Kinderturnen, TURNEN! sowie GYMWELT, gestalten das Sortiment des DTB-Shops und sind für die Vermarktung der Gymcard zuständig.

### Gymcard GmbH
Die Gymcard mit der Zusatzfunktion Deutscher Sportausweis ist eine vom Deutschen Turner-Bund herausgegebene Mitgliedskarte für ehrenamtliche Mitarbeiter in den Vereinen und Landesturnverbänden sowie ein Mitgliedsausweis für Mitglieder von Turnvereinen, -abteilungen und -gruppen.
Die Gymcard verschafft den zurzeit rund 300.000 Gymcard-Inhabern etwa 800 Sonderkonditionen bei ausgewählten Produkten und Dienstleistungen nationaler Partner. Regionale Partner erweitern die Palette mit Angeboten im persönlichen Umfeld, insbesondere im Freizeitbereich.

### DTB Shop GmbH
Der DTB Shop (www.dtb-shop.de) besteht seit mehr als 20 Jahren. Die Angebotspalette für Vereine, Übungsleiter und Sportbegeisterte reicht von CDs und DVDs über Literatur bis hin zu Trainingskleidung und Kleingeräten. Alle angebotenen Produkte werden vor der Aufnahme in das Sortiment von den Referenten des DTB oder den Fachabteilungen auf Inhalt, Qualität und Einsatzmöglichkeiten getestet.

## Qualitätssiegel
Das Qualitätssiegel Pluspunkt Gesundheit.DTB ist eine Auszeichnung des DTB, die 1994 ins Leben gerufen wurde, um qualitativ hochwertige Gesundheitssportangebote auszuzeichnen. Dabei müssen gewisse Anforderungskriterien erfüllt werden.

## Kontroversen

### Weitere Kontroversen
Ende 2024 beschuldigten mehrere ehemalige Mitglieder der Nationalmannschaft oder Nachwuchsnationalmannschaften – darunter Tabea Alt, Janine Berger, Michelle Timm, Carina Kröll, Amelie Pfeil, Emelie Petz, Catalina Santos – den DTB und den Schwäbischen Turnerbund (STB) des systematischen körperlichen und mentalen Missbrauchs. So erklärte Alt, dass sie sich im Jahr 2021 in einem ausführlichen Brief an ihre Trainer, die damalige Bundestrainerin Ulla Koch, den DTB-Präsidenten Alfons Hölzl, den Teamarzt und an weitere Verantwortliche gewendet, auf Missstände hingewiesen, Lösungsvorschläge unterbreitet und ihre eigene Unterstützung angeboten habe. Sie sei aber ignoriert worden. Daraufhin leitete der DTB eine Untersuchung ein.